# Copyleft
Copyleft ili ShareAlike je zaštitni mehanizam u nekim licencama, često slobodnog softvera i slobodnih sadržaja, koji dopušta daljnju distribuciju i modifikacije. Neke licence copylefta ne dozvoljavaju iskorištavanje u komercijalne svrhe.

## Vanjske poveznice
- Richard Stallman: "Što je copyleft?"
- GNU : "GNU - Copyleft - informacije(eng.)